# Eastern Telegraph Company

L'Eastern Telegraph Company est une société de télégraphe britannique fondée en 1872, qui est devenue un quart de siècle plus tard la plus puissante de la planète, en contrôlant un tiers de l’offre mondiale.

## Histoire
En 1869, lorsque le gouvernement anglais nationalise toutes les sociétés de télégraphe à l'occasion du Telegraph Act de 1869, sauf celles posant des câbles sous-marins, John Pender en créé trois nouvelles : la British-Indian Submarine Telegraph Company et la Falmouth, Gibraltar and Malta Telegraph Company, qui relient Londres à Bombay en 1870, et la China Submarine Telegraph company pour prolonger la liaison entre la capitale anglaise et Singapour et Hong Kong. Ces trois sociétés sont regroupées en 1872 pour former l’Eastern Telegraph Company.
Le fondateur, président et principal actionnaire est John Pender (1816 – 1896) un industriel anglais. Le directeur général est Sir James Anderson, capitaine du Great Eastern qui posa le premier câble télégraphique transatlantique fonctionnant durablement en 1866 puis beaucoup d’autres. La société contrôle les liaisons Londres-New-York et Londres-Singapour, soit plus de la moitié de la circonférence de la terre. Très vite, elle pose aussi un câble allant jusqu’au Brésil puis passe à la création en 1879 de l’Eastern and South African Telegraph Company, formée avec l'aide du gouvernement britannique pour déployer des câbles de Durban à Aden en passant par Zanzibar, afin de relier toute la côte est de l’Afrique au réseau entre Londres et l’Asie.
En 1874, elle s’intéresse à l’Europe pour créer la Black Sea Telegraph Company dont la mission est de relier Constantinople à Odessa. Et en 1885 elle reprend la “Spanish Telegraph Company” et ses câbles de Lizard à Bilbao et de Barcelone à Marseille, qui permettent d’éviter le verrou anglais de Gibraltar.
En 1896, ses différentes filiales représentent un capital cumulé de 15 millions de sterling et 136 380 km de câbles, soit le tiers de tous ceux qui sont déployés à travers le monde. L’Eastern Telegraph Company est l’ancêtre de l’opérateur de télécoms britannique Cable & Wireless.